# Józef Makólski

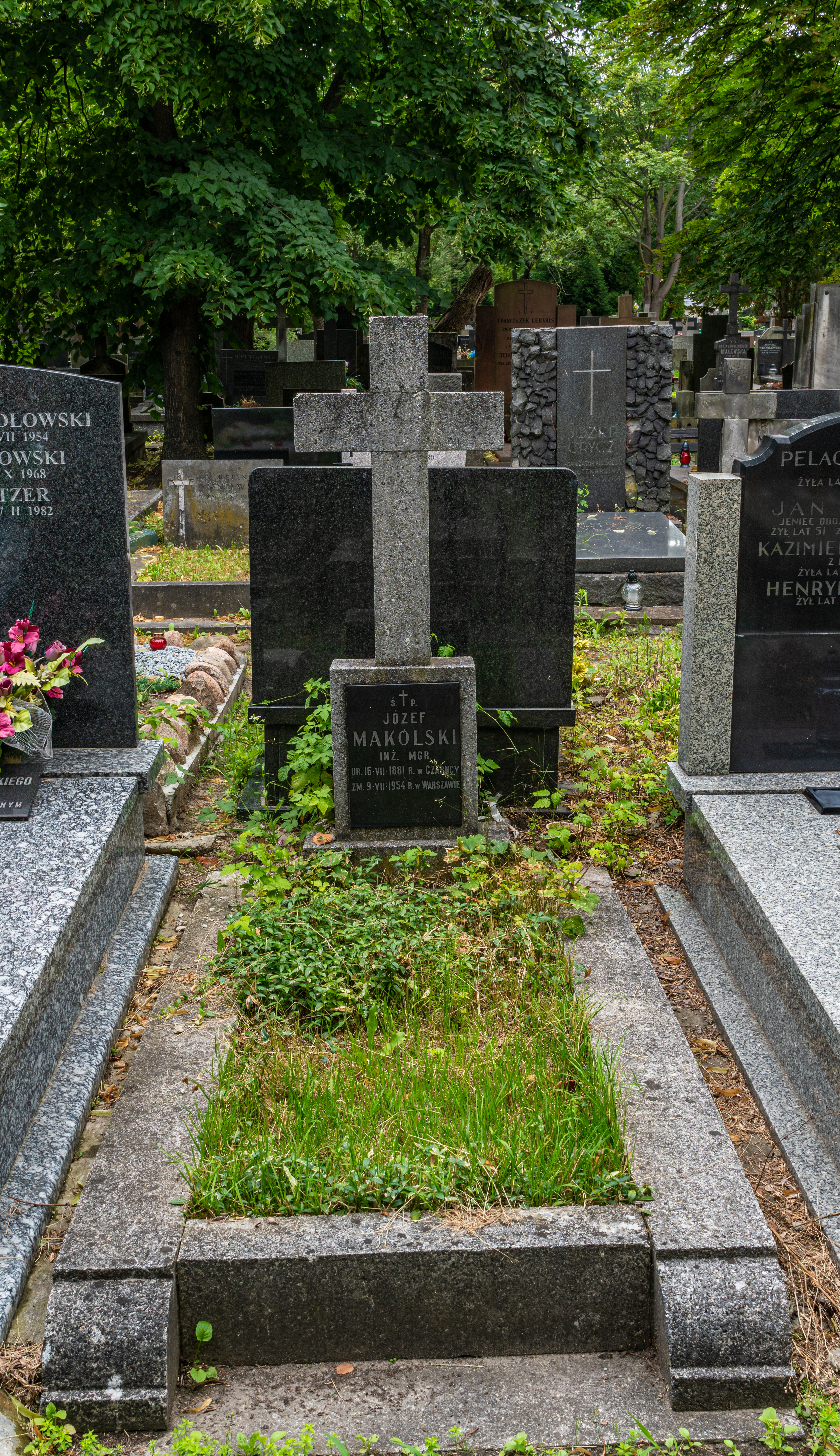
Grób Józefa Makólskiego na cmentarzu Powązkowskim

Józef Makólski (ur. 16 lipca 1881 we wsi Czarnca w woj. kieleckim, zm. 9 lipca 1954 w Warszawie) – polski entomolog, koleopterolog, członek Komisji Fizjograficznej Polskiej Akademii Umiejętności, mgr inż.

## Życiorys
Wychował się na Kieleczczyźnie w rodzinie ziemiańskiej. Do szkół średnich uczęszczał w Kielcach i Sosnowcu, po czym w 1900 rozpoczął studia w Politechnice Warszawskiej, przerwane w 1904 w związku z wybuchem walki o szkołę polską i bojkotem szkoły rosyjskiej. W latach 1904–1905 brał udział w tajnym nauczaniu młodzieży, pozostałej wskutek strajku poza szkołą. Po krótkiej próbie kontynuowania studiów we Francji, przerwanych z powodów materialnych, wstąpił w 1906 na Politechnikę w Kijowie, którą ukończył z dyplomem inżyniera-technologa I stopnia.
Po studiach pracował jako inżynier na różnych stanowiskach: do 1915 w biurze technicznym inż. Kłobukowskiego w Warszawie, później w Wydziale Techniczno-Gospodarczym Magistratu m. Warszawy, dalej jako naczelnik wydziału w woj. białostockim i w Ministerstwie Przemysłu i Handlu. W 1922 przeniósł się do Zakładu Fizyki Politechniki Warszawskiej, kierowanego przez prof. Mieczysława Wolfke, na stanowisko starszego asystenta, a od 1932 adiunkta.
Podczas okupacji pracował nadal jako wolontariusz bez wynagrodzenia w Politechnice Warszawskiej zajmując się konserwacją i zabezpieczeniem pozostałego mienia państwowego i urządzeń naukowych. Równocześnie, również jako wolontariusz, opracowywał w Państwowym Muzeum Zoologicznym wspólnie z prof. Romanem Kuntze obszerne materiały chrząszczy krajowych i palearktycznych.

### Praca naukowa
Makólski nie był z wykształcenia przyrodnikiem, jednakże zamiłowanie do przyrody wyniósł jeszcze z lat dziecinnych, z pobytu w rodzinnej wsi. Zetknięcie się w Warszawie z ówczesnymi entomologami, głównie z L. Hildtem, skierowało jego zainteresowania około 1910 w stronę owadów, a zwłaszcza chrząszczy: biegaczowatych i żukowatych. Zainteresowanie to zamieniło się w prawdziwą pasję życia, wobec której praca zawodowa zeszła na dalszy plan. Dopiero pod koniec życia, w Państwowym Muzeum Zoologicznym, udało mu się pogodzić tę rozbieżność i pracować w zawodzie, który go naprawdę pochłaniał. Doceniano go szczególnie w kołach fachowców za granicą, świadczą o tym różne uwagi w pracach Horiona, Müllera, Kulta, C.H. Lindrotha i innych. Ogłosił 6 artykułów. Został pochowany na cmentarzu Powązkowskim w Warszawie (kwatera 103-3-11).

## Rodzina
Był synem Tomasza Makólskiego, właściciela majątku Czarnca, i Marianny Gogolewskiej. Jego dziadkiem był nauczyciel i badacz meteorytów Franciszek Makólski. Szwagrem był rzeźbiarz Czesław Makowski, a kuzynem poseł na Sejm II RP z ramienia Stronnictwa Narodowego – Józef Franciszek Makólski.